# 쿠르트 헤그너
쿠르트 헤그너(Kurt Heegner ,독일어[heːɡnɐ], 1893년 12월 16일 - 1965년 2월 2일)는 베를린 출신의 독일계 학자로 라디오 공학과 수학을 전공했다.
그는 현대 수 이론에서 수학적 발견을 한 업적으로 인정받고 있다.
헤그너(Heegner)는 베를린에서 태어나고 죽었다. 1952년 그는 수학자 가우스(Gauss)가 제안한 클래스 넘버 문제(Class Number Problem)의 해법이라고 주장한 것을 발표했다.
이 문제는 클래스 1급 문제로 수 이론에서 중요하고 오랫동안 있어왔던 문제다. 헤그너의 작업은 다년간 제대로 받아들여지지 않았다. 주로 베버(Heinrich Martin Weber)의 저작물 중 일부가 부정확하다고 알려 졌기 때문에 그리고 다소 난해하고 비 정통적인 스타일(예를 들어,피타고라스 삼각형을 Harpedonapten 삼각형이라고 표현)의 출처를 사용해서 기인하는 문제로 인해 헤그너가 잘못된 결과를 사용하지는 않았지만 헤그너의 작업은 인정받지 못해왔다.
헤그너의 증명은 브라이언 버치(Bryan Birch)의 1967년 발표 이후에 마침내 본질적으로 올바른 것으로 받아 들여졌으며 1969년까지 출판이 지연되었던 헤롤드 스타크(Harold Stark)의 논문에 의해 결정적으로 해결되었다 (스타크는 독립적으로 비슷한 증명을 했지만 자신의 증명은 헤그너의 것과 거의 비슷하다.) 스타크(Stark)는 헤그너(Heegner)의 실수가 베버(Weber)의 불완전한 교정본에 있는 결과를 그의 논문에 포함하고 있다는 사실을 거론했다.

## 같이 보기
- 헤그너 수
- 헤그너 포인트
- 헤그너의 보조정리
- 클래스 넘버 문제